# Der Staten rechterhand
Der Staten rechterhand is een hoorspel van P.H. Schröder. Het werd op zaterdag 23 februari 1957 door de AVRO uitgezonden. Kommer Kleijn had de spelleiding. Het hoorspel duurde 47 minuten.

## Rolbezetting
- John de Freese (Michiel Adriaansz. de Ruyter)
- Hans Croiset (Michiel Adriaansz. als jongen)
- Rien van Noppen (Adriaan Michielsz., z’n vader)
- Eva Janssen (Aaltje Jansdochter, zijn moeder)
- Nora Boerman (Maria Velters)
- Huib Orizand (Cornelis Lampsins)
- Jan Apon (de Sant van Salé)
- Johan Wolder (Andringa, de Ruyters schrijver)
- Jan van Ees (Johan de Witt)
- Rob Geraerds (Cornelis de Witt)
- Paul van der Lek (Cornelis Tromp)
- Miep van den Berg (Anna van de Velde, de Ruyters derde vrouw)
- Robert Sobels (Valkenburg & spreker)
- Louis de Bree (Geeraert Brandt, de Ruyters biograaf)

## Inhoud
Geromantiseerd hoorspel over het leven van Michiel de Ruyter (1607-1676), geschreven ter gelegenheid van het 10-jarig bestaan van de Nederlandse Radio Unie. In een lofdicht op De Ruyter zegt Geeraert Brandt, auteur van Het leeven en bedrijf van den heere Michiel De Ruiter (1687): “Aanschouw den held der Staten rechterhand. I Den redder van ‘t vervallen vaderland, I Die in een jaar twee grote Koninkrijken I Tot drie maal toe de trotse vlag deed strijken.”